# Hypoxanthin-3-N-oxid
Hypoxanthin-3-N-oxid ist ein oxidiertes Xanthin-Derivat, das als Alarmpheromon gilt, weil es von bestimmten Fischen bei Verletzungen freigesetzt wird. Von seinem Entdecker, Karl von Frisch, wurde das Sekret mit dieser Substanz Schreckstoff genannt. Diese Bezeichnung ist in aktueller und sogar auch in englischsprachiger Literatur anzutreffen.

## Historisches
1936 entdeckte Karl von Frisch in der Haut von Elritzen eine Substanz, die bei Freisetzung (durch Verletzung) andere Individuen dieses kleinen Schwarmfisches nachhaltig verscheucht. Dadurch meiden Fische (durch Lernen) eine Stelle, an der ein Artgenosse verletzt wurde, oft tagelang als möglichen Standort eines Raubfisches. Später wurde die Substanz auch bei anderen Karpfenfischen nachgewiesen.

## Chemie und Physiologie
Chemisch handelt es sich um Hypoxanthin-3-N-oxid, biologisch um ein Pheromon, das in besonderen Zellen ('Kolbenzellen') produziert und gespeichert wird. Da es physiologisch nur mit Aufwand herstellbar ist, kann an seiner Zweckhaftigkeit kein Zweifel bestehen. Wahrscheinlich entstand es anfänglich als Schutzstoff der Haut gegen Parasiten und UV-Schäden. In zahlreichen Experimenten wurden Besonderheiten seiner Wirkung festgestellt. So können dadurch unter Umständen auch weitere Räuber angelockt werden. Bei manchen Fischarten wird seine Bildung bei Männchen während der Fortpflanzung unterdrückt.
Beobachtungen in natürlicher Umgebung sowie Überlegungen zur Evolution eines solchen Alarmpheromons haben jedoch Zweifel an der Wirkung von Schreckstoff als Alarmpheromon aufkommen lassen.
Hypoxanthin-3-N-oxid charakterisiert das Taxon Ostariophysi. Aber er findet sich (als Pheromon) auch in anderen Taxa, so zum Beispiel bei den Etheostomatinae (Springbarschen). Stoffe ähnlicher Wirkung wurden auch bei Kaulquappen, Muscheln, Schnecken und angeblich (durch die Luft verbreitet) sogar bei Angiospermen entdeckt.